# Фернандо Тамброні
Фернандо Тамброні (італ. Fernando Tambroni Armaroli, 20 листопада 1901, Асколі-Пічено — 18 лютого 1963, Рим) — італійський політик і державний діяч, 37-й прем'єр-міністр Італійської Республіки з 25 березня 1960 року по 26 липня 1960 року.

## Життєпис
Фернандо Тамброні народився 20 листопада 1901 року, в місті Асколі-Пічено в регіоні Марке. Політичну кар'єру почав членом італійських Установчих зборів. З 1948 по 1958 рік був депутатом італійської палати депутатів. З 1953 по 1954 рік обіймав посаду міністра торгового флоту країни. З 1955 року — міністр внутрішніх справ Італії. В уряді Антоніо Сеньї отримав портфель міністра з економічних питань. У політиці Фернандо Тамброні дотримувався правих поглядів. У березні в 1960 року за активної підтримки Італійського соціального руху Тамброні призначений Головою Ради міністрів Італії. Однак сформований нею уряд протримався при владі лише чотири місяці. Час його керівництва запам'яталося насамперед жорстоким розгоном демонстрації італійських комуністів і цензурою, яка заборонила кілька фільмів, в числі яких опинився і фільм режисера Федеріко Фелліні «Солодке життя».
Фернандо Тамброні помер 18 лютого 1963 року у Римі.